# Kaori Kodaira
Kaori Kodaira (小平 花織, Kodaira Kaori) est une joueuse de volley-ball japonaise née le 13 avril 1990 à Chino (Préfecture de Nagano). Elle mesure 1,70 m et joue au poste de réceptionneuse-attaquante.

## Clubs
| Club                      | De        | À         |
| ------------------------- | --------- | --------- |
| Daisan Senior High School | 2006-2007 | 2008-2009 |
| Toray Arrows              | 2009-2010 | …         |

## Palmarès

### Équipe nationale
- Championnat d'Asie et d'Océanie des moins de 20 ans
  - Vainqueur : 2008.

### Clubs
- V Première Ligue
  - Vainqueur : 2010, 2012.
  - Finaliste : 2011, 2013.
- Tournoi de Kurowashiki
  - Vainqueur : 2010.
  - Finaliste : 2012.
- Coupe de l'impératrice
  - Vainqueur : 2011.
  - Finaliste : 2010, 2012.
- Championnat AVC des clubs
  - Finaliste : 2012.